# Setanta Records
Pour les articles homonymes, voir Setanta.
Setanta Records est un label de musique britannique fondé au squat de Camberwell, à Londres par Keith Cullen.
Le groupe irlandais Into Paradise fut son premier succès. Il fut suivi de The Frank and Walters de The Divine Comedy et d'Edwyn Collins, dont le titre A Girl Like You devint un hit mondial.

## Quelques artistes Setanta
- A House
- The Catchers
- Evan Dando
- The Divine Comedy
- Edwyn Collins
- The Frank and Walters
- Into Paradise
- Mason Jennings
- Josh Ritter
- They do it with mirrors
- Verbena
- Richard Hawley